# Лионго Фумо
Лионго Фумо — персонаж фольклора народов, говорящих на языке суахили, легенды и песни о котором распространены главным образом на территории Танзании. Большая часть историй о Лионго Фумо относится к устному народному творчеству, хотя некоторые были записаны на арабском и затем на латыни; в них он нередко называется бывшим правителем острова Пате. Некоторые исследователи полагают, что у Лионго Фумо существовал реальный исторический прототип в виде какого-либо могущественного вождя племени, жившего на побережье Восточной Африки между IX и XII веками (возможно, султан Умари или представитель рода Шака (Шанга)). Сразу несколько танзанийских городов претендуют на право называться местами его рождения или упокоения. В ряде легенд Лионго Фумо является приверженцем традиционных местных верований, тогда как в других — мусульманином. Песни о Лионго Фумо, впервые записанные предположительно в XIII веке, до сих пор часто исполняются на традиционных танзанийских свадьбах.
Легендам о Лионго Фумо присущи как эпические (архаические), так и сказочные элементы. Лионго Фумо всегда изображается благородным и возвышенным человеком, наделённым огромной физической силой, невероятной меткостью стрельбы из лука, неуязвимым и умелым воином, обладающим, помимо всего прочего, способностью предвидеть будущее и слагать стихи и песни; в некоторых легендах рассказывается о том, что ему в одиночку удавалось обращать в бегство целые армии врагов.
«Каноническая» версия истории Лионго Фумо выглядит так: он был добрым правителем острова Пате, но ненавидевший его брат Мрингвари, главный антагонист большинства историй о герое, обманом сверг его и заточил в тюрьму, из которой Лионго Фумо спасся благодаря своей матери, так как начал петь песни, которые лишь она могла услышать и понять. После этого он укрылся в глухих лесах (в некоторых легендах — со своими сторонниками), откуда совершал набеги на владения брата и грабил на дороге его людей и богатых путешественников, раздавая награбленное бедным. В итоге Мрингвари подослал к Лионго Фумо сына его сестры, который сумел разузнать сведения о его слабом месте. Ночью предатель проколол пупок Лионго Фумо, который и был его уязвимым местом, медной иглой; проснувшись от боли и истекая кровью, Лионго Фумо взял лук и стрелы и отправился умирать к колодцу, пожелав принять смерть стоя и с оружием в руках. Согласно легенде, он действительно умер стоя, после того как натянул тетиву лука, и упал только после того, как его мать произнесла над ним особое заклинание.
Истории о Лионго Фумо стали предметом тщательного изучения со стороны исследователей африканского фольклора — в первую очередь из-за их сходства с рядом древнегреческих и скандинавских мифов и особенно с историями о Робин Гуде: в частности, одна из легенд о Лионго Фумо, в котором Мрингвари решает организовать турнир лучников, дабы поймать на нём героя, но тот тайно проникает на него, побеждает и затем скрывается, практически до мельчайших деталей повторяет аналогичную легенду об английском благородном разбойнике. Достоверного объяснения такому сходству на данный момент не дано. По мнению некоторых исследователей, легенды о Лионго Фумо представляют собой мифологизированное отображение реальных событий: согласно этой версии, Лионго Фумо был сыном одной из младших жён (или рабыни) своего отца, ввиду чего его брат, считавший себя более достойным кандидатом на наследование власти, начал вражду с ним.